# Thurageau
Thurageau és un municipi francès situat al departament de la Viena i a la regió de la Nova Aquitània. L'any 2007 tenia 811 habitants.

## Demografia

### Població
El 2007 la població de fet de Thurageau era de 811 persones. Hi havia 322 famílies de les quals 68 eren unipersonals (28 homes vivint sols i 40 dones vivint soles), 125 parelles sense fills, 121 parelles amb fills i 8 famílies monoparentals amb fills.
La població ha evolucionat segons el següent gràfic:
Habitants censats

### Habitatges
El 2007 hi havia 367 habitatges, 319 eren l'habitatge principal de la família, 20 eren segones residències i 28 estaven desocupats. 365 eren cases i 1 era un apartament. Dels 319 habitatges principals, 280 estaven ocupats pels seus propietaris, 30 estaven llogats i ocupats pels llogaters i 8 estaven cedits a títol gratuït; 17 tenien dues cambres, 49 en tenien tres, 98 en tenien quatre i 155 en tenien cinc o més. 227 habitatges disposaven pel capbaix d'una plaça de pàrquing. A 122 habitatges hi havia un automòbil i a 173 n'hi havia dos o més.

### Piràmide de població
La piràmide de població per edats i sexe el 2009 era:
| Homes | Edats   | Dones |
| ----- | ------- | ----- |
| 0     | 95 o +  | 0     |
| 0     | 90 a 94 | 4     |
| 16    | 85 a 89 | 4     |
| 4     | 80 a 84 | 16    |
| 8     | 75 a 79 | 24    |
| 24    | 70 a 74 | 8     |
| 12    | 65 a 69 | 20    |
| 36    | 60 a 64 | 12    |
| 28    | 55 a 59 | 28    |
| 28    | 50 a 54 | 36    |
| 20    | 45 a 49 | 20    |
| 20    | 40 a 44 | 8     |
| 20    | 35 a 39 | 28    |
| 32    | 30 a 34 | 20    |
| 20    | 25 a 29 | 20    |
| 20    | 20 a 24 | 20    |
| 16    | 15 a 19 | 44    |
| 36    | 10 a 14 | 24    |
| 12    | 5 a 9   | 8     |
| 16    | 0 a 4   | 16    |

## Economia
El 2007 la població en edat de treballar era de 494 persones, 404 eren actives i 90 eren inactives. De les 404 persones actives 368 estaven ocupades (203 homes i 165 dones) i 36 estaven aturades (11 homes i 25 dones). De les 90 persones inactives 28 estaven jubilades, 37 estaven estudiant i 25 estaven classificades com a «altres inactius».

### Ingressos
El 2009 a Thurageau hi havia 329 unitats fiscals que integraven 803,5 persones, la mediana anual d'ingressos fiscals per persona era de 17.505 €.

### Activitats econòmiques
Dels 18 establiments que hi havia el 2007, 1 era d'una empresa alimentària, 2 d'empreses de fabricació d'altres productes industrials, 7 d'empreses de construcció, 4 d'empreses de comerç i reparació d'automòbils, 1 d'una empresa d'hostatgeria i restauració i 3 d'empreses de serveis.
Dels 7 establiments de servei als particulars que hi havia el 2009, 2 eren paletes, 1 guixaire pintor, 1 fusteria, 1 lampisteria, 1 electricista i 1 restaurant.
L'únic establiment comercial que hi havia el 2009 era una botiga de roba.
L'any 2000 a Thurageau hi havia 74 explotacions agrícoles que ocupaven un total de 1.716 hectàrees.

## Equipaments sanitaris i escolars
El 2009 hi havia una escola elemental.

## Poblacions més properes
El següent diagrama mostra les poblacions més properes.